# Addiction (Medina)
Addiction è il terzo singolo estratto dal terzo album della cantante danese Medina, intitolato Welcome to Medina. È stato pubblicato il 1º novembre 2010 dall'etichetta discografica EMI Music. Il singolo è stato prodotto dalla squadra di produttori Providers ed è stato scritto da Medina Valbak, Rasmus Stabell, Jeppe Federspiel e Lisa Greene.
Il singolo ha raggiunto la vetta della classifica danese, dove ha venduto oltre 30 000 copie ed è stato certificato disco di platino, e la cinquantanovesima in Germania.

## Tracce
Download digitale
1. Addiction - 2:53

Download digitale (Remix)
1. Addiction (Rune RK Remix) - 6:21
2. Addiction (Traplite Remix) - 5:30
3. Addiction (Svenstrup & Vendelboe Remix) - 5:07

## Classifiche
| Classifica (2010) | Posizione massima |
| ----------------- | ----------------- |
| Danimarca         | 1                 |
| Germania          | 59                |

### Classifiche di fine anno
| Classifica (2010) | Posizione |
| ----------------- | --------- |
| Danimarca         | 29        |
| Classifica (2011) | Posizione |
| Danimarca         | 43        |